# El desencanto
El desencanto és una pel·lícula espanyola de 1976 dirigida per Jaime Chávarri. Va ser doblada al català i emesa per TV3 el 3 d'octubre de 1986.

## Argument
La vídua i els tres fills del poeta Leopoldo Panero (que havia mort el 1962) narren les seves vivències, entrecreuen els seus records, i aprofiten per cobrar-se deutes pendents. Les seves relacions són explicades amb un luxe de detalls que es pot veure i sentir la decadència del règim i de l'edifici sobre el qual s'assenta: unes relacions familiars marcades per la hipocresia i l'aparença. Els tres germans Juan Luis Panero, Michi Panero i Leopoldo María Panero formen la pedra angular del visceral documental de Jaime Chávarri.

## Comentari
Aquest documental mostra les reflexions de la vídua i fills del poeta espanyol Leopoldo Panero, tots ells tant o més famosos que el seu propi pare.
És l'última pel·lícula que va sofrir els rigors de la censura tardo-franquista, que va suprimir les breus al·lusions de Leopoldo María Panero a les seves experiències sexuals a la presó.
La pel·lícula estava programada per participar en el Festival Internacional de Cinema de Sant Sebastià de 1976, però -amb gran polèmica- el seu productor Elías Querejeta va decidir retirar-la. En el seu lloc, va participar la pel·lícula Gusanos de seda de Francisco Rodríguez.